# シャーラダー文字
シャーラダー文字（シャーラダーもじ、英語: Sharada script、ヒンディー語: शारदा लिपि シャールダー・リピ）は、カシミール地方一帯でかつて使われていた文字。グプタ文字の系統のアブギダであり、左から右に書かれる。サンスクリットおよびカシミール語を記すのに用いる。
現在、カシミール語は主にペルシア文字で書かれ、シャーラダー文字の使用はホロスコープに限られている。

## 歴史
シャーラダーとはカシミール地方の女神で、サラスヴァティーの別名とされる。このため、カシミール地方は「シャーラダーの国」とも呼ばれる。
シャーラダー文字は8-9世紀ごろから刻文にあらわれる。古い写本ではバクシャーリー写本が有名である。カシミール地方の外にも広く分布し、アフガニスタンにもシャーラダー文字で書いたサンスクリット碑文が存在する。
19世紀にシャーラダー文字で書かれた『新約聖書』がカルカッタで印刷されたことはあったが、一般には手書きによってのみ伝わる。
シャーラダー文字からは、商人が使うランダー文字が発展した。16世紀にシク教のグル・アンガドがランダー文字をもとにグルムキー文字を作った。最近まで西部ヒマラヤで広く使われたタークリー文字もシャーラダー文字から発展してできた。

## 特徴
シャーラダー文字の基本的な構造は他のインド系の文字と同様である。デーヴァナーガリーと同様、多くの文字の上部に横棒がついており、i ī などの母音記号の書きかたもデーヴァナーガリーに似ている。
カシミール語は口蓋化子音や中舌母音など、他のインドの言語と異なる音声的特徴を持つが、シャーラダー文字はそれらの特徴を表すための文字を持っておらず、かならずしもカシミール語を表すのに適当ではない。

## Unicode
Unicode バージョン 6.1 で、U+11180..U+111DF の領域がシャーラダー文字のために割り当てられた。
|         | 0 | 1 | 2 | 3 | 4 | 5 | 6 | 7 | 8 | 9 | A | B | C | D | E | F |
| U+1118x | 𑆀  | 𑆁  | 𑆂  | 𑆃 | 𑆄 | 𑆅 | 𑆆 | 𑆇 | 𑆈 | 𑆉 | 𑆊 | 𑆋 | 𑆌 | 𑆍 | 𑆎 | 𑆏 |
| U+1119x | 𑆐 | 𑆑 | 𑆒 | 𑆓 | 𑆔 | 𑆕 | 𑆖 | 𑆗 | 𑆘 | 𑆙 | 𑆚 | 𑆛 | 𑆜 | 𑆝 | 𑆞 | 𑆟 |
| U+111Ax | 𑆠 | 𑆡 | 𑆢 | 𑆣 | 𑆤 | 𑆥 | 𑆦 | 𑆧 | 𑆨 | 𑆩 | 𑆪 | 𑆫 | 𑆬 | 𑆭 | 𑆮 | 𑆯 |
| U+111Bx | 𑆰 | 𑆱 | 𑆲 | 𑆳  | 𑆴  | 𑆵  | 𑆶  | 𑆷  | 𑆸  | 𑆹  | 𑆺  | 𑆻  | 𑆼  | 𑆽  | 𑆾  | 𑆿  |
| U+111Cx | 𑇀  | 𑇁 | 𑇂 | 𑇃 | 𑇄 | 𑇅 | 𑇆 | 𑇇 | 𑇈 | 𑇉  | 𑇊  | 𑇋  | 𑇌  | 𑇍 |   |   |
| U+111Dx | 𑇐 | 𑇑 | 𑇒 | 𑇓 | 𑇔 | 𑇕 | 𑇖 | 𑇗 | 𑇘 | 𑇙 | 𑇚 | 𑇛 | 𑇜 | 𑇝 | 𑇞 | 𑇟 |